# Bandera del Pallars Sobirà

## Blasonament
Bandera apaïsada de proporcions dos d'alt per tres de llarg, de gules, 3 palles d'or posades en banda; bordura componada d'or i de gules.

## Història
Bandera no oficial del Pallars Sobirà.
El Consell Comarcal del Pallars Sobirà no disposa de bandera oficial. L'escut va ser aprovat el 28 d'abril del 1989.